# Agrobacterium tumefaciens
Agrobacterium tumefaciens  (também conhecida como Rhizobium radiobacter) é uma espécie de bactéria de solo gram-negativa causadora da doença da galha da coroa (tumores) em mais de 140 espécies de eudicotiledôneas. Os sintomas são causados pela inserção de um pequeno segmento de DNA (conhecido como T-DNA), de um plasmídeo na célula vegetal, que é incorporado em um local semi-aleatório no genoma da planta. Constataram-se, assim, que genomas de plantas podem ser melhorados geneticamente por meio do uso de Agrobacterium na inserção de genes desejáveis de seu T-DNA no da planta hospedeira.

## Descrição
Agrobacterium tumefaciens é uma Alphaproteobacteria gram-negativa, em formato de bacilo da família Rhizobiaceae, que inclui as bactérias fixadoras de nitrogênio. Ao contrário das bactérias pertencentes ao género Rhizobium, as espécies Agrobacterium são patogênicas. As espécies de plantas mais afetadas são: nogueiras, videiras e algumas plantas da ordem Caryophyllales, como a beterraba e o ruibarbo.

## Método de infecção
A Agrobacterium tumefaciens infecta a planta através de seu plasmídeo Ti. O plasmídeo Ti incorpora um segmento de seu DNA, conhecido como DNA de transferência ou T-DNA, no DNA cromossômico das células vegetais. A bactéria também possui flagelos que lhe permitem locomover pelo solo em direção aos fotoassimilados que se acumulam na rizosfera. Algumas cepas podem se mover quimiotaticamente em direção a exsudatos químicos de plantas, como acetoseringona e açúcares, o que indica a presença de uma ferida na planta por onde a bactéria pode penetrar. Os compostos fenólicos são reconhecidos pela proteína VirA, uma proteína transmembrana codificada no gene virA no plasmídeo Ti. Os açúcares são reconhecidos pela proteína chvE, uma proteína codificada por genes cromossômicos localizada no periplasma.
Pelo menos 25 genes vir no plasmídeo Ti são necessários para a indução do tumor. A proteína VirA tem atividade de auto cinase: ela se fosforila em um resíduo de histidina. Em seguida, a proteína VirA fosforila a proteína VirG em seu resíduo de aspartato. A proteína virG é uma proteína citoplasmática produzida a partir do gene do plasmídeo Ti virG. É um fator de transcrição, induzindo a transcrição dos operons vir. A proteína ChvE regula o segundo mecanismo de ativação dos genes vir. Aumenta a sensibilidade da proteína VirA aos compostos fenólicos.
A anexação é um processo de duas etapas. Após uma ligação inicial fraca e reversível, as bactérias sintetizam fibrilas de celulose que as ancoram à célula vegetal para a qual foram atraídas. Quatro genes principais estão envolvidos neste processo: chvA, chvB, pscA e att. Essas fibrilas também ancoram as bactérias umas às outras, ajudando a formar uma microcolônia.[carece de fontes?]
Após a produção de fibrilas de celulose, uma proteína de membrana externa dependente de cálcio chamada ricadesina é produzida, o que também auxilia na adesão das bactérias à parede celular. Atualmente, existem vários relatórios sobre a padronização do protocolo para a transformação mediada por Agrobacterium. O efeito de diferentes parâmetros como tempo de infecção, acetoseringona, DTT e cisteína foram estudados na soja (Glycine max).

## Uso na biotecnologia

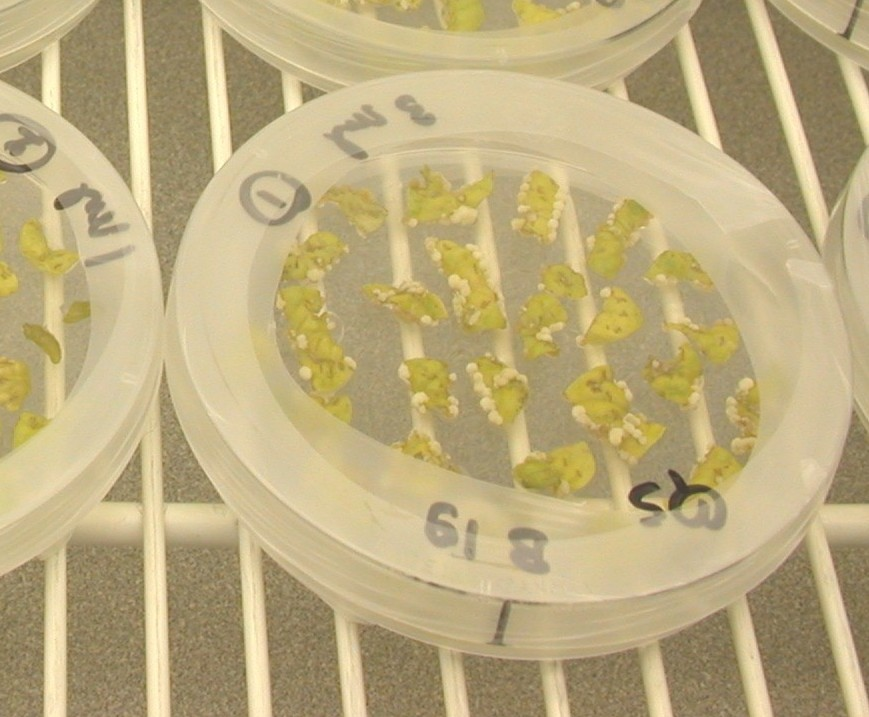
Meio de cultura transformados

As capacidades de transmissão de DNA do Agrobacterium têm sido amplamente estudadas na biotecnologia como um meio de inserção de novos genes em espécies de plantas. Os biólogos Marc Van Montagu e Jeff Schell descobriram o mecanismo de transferência de genes entre Agrobacterium e plantas hospedeiras, o que resultou no desenvolvimento de métodos para alterar o genótipo da bactéria através da técnica de engenharia genética em plantas. Uma porção do DNA plasmidial é transferido para a planta através da prática de clonagem de uma sequência genética, que será usada para incorporar um gene de interesse no genoma da célula vegetal. Este processo foi realizado usando o gene da luciferase para produzir plantas fluorescentes. Esta luminescência tem sido um dispositivo útil no estudo da função do cloroplasto vegetal e como um gene repórter. Também é possível transformar Arabidopsis thaliana mergulhando flores em uma calda de Agrobacterium: a semente produzida será transgênica. Em condições de laboratório, o T-DNA também foi transferido para células humanas, demonstrando a diversidade de aplicações de inserção.